# 2463 Sterpin
2463 Sterpin este un asteroid din centura principală, descoperit pe 10 martie 1934 de George Van Biesbroeck.